# Nicolás Córdova
Nicolás Andrés Córdova San Cristóbal (Talca, 9 febbraio 1979) è un allenatore di calcio, dirigente sportivo ed ex calciatore cileno, di ruolo centrocampista, commissario tecnico della nazionale Under-20 cilena e della nazionale Under-23 cilena.

## Caratteristiche tecniche

### Giocatore
Regista di centrocampo in possesso di una discreta visione di gioco, era abile nelle verticalizzazioni e sui calci piazzati.

## Carriera

### Giocatore

#### Club
Inizia la carriera nel Colo-Colo, con cui esordisce Primera División. Dopo quattro stagioni passa all'Unión Española, dove viene notato da un osservatore del Perugia che lo porta in Italia. Esordisce in Serie A il 26 agosto 2001, a 22 anni, in Inter-Perugia (4-1). Esce sostituito nell'intervallo da Fabio Gatti. Con Serse Cosmi però trova poco spazio, così il 27 gennaio 2002 passa in prestito al Crotone.
Il 3 giugno 2002 firma un quadriennale con il Bari, in Serie B. Esordisce con i pugliesi il 14 settembre contro l'Ascoli (2-0 per i galletti), segnando la rete del provvisorio 1-0. Termina la stagione con 26 presenze e 5 goal. Il 23 luglio 2004 passa in compartecipazione al Livorno. Il 31 gennaio 2005 passa in prestito all'Ascoli. Il 29 giugno la compartecipazione viene risolta a favore del Livorno.
Il 21 luglio 2006 sottoscrive un contratto biennale con il Messina. Mette a segno la sua prima rete in maglia giallorossa nel derby contro il Catania (2-2), segnando il gol del definitivo pareggio. A fine stagione il Messina retrocede in Serie B. Chiude la stagione con 5 reti realizzate in 23 presenze. Il 23 febbraio 2008 mette a segno la sua prima doppietta in giallorosso ai danni del Treviso. In seguito al fallimento del Messina resta svincolato.
Il 1º settembre 2008 passa a parametro zero al Grosseto, firmando un contratto annuale con opzione di rinnovo. Esordisce con i biancorossi il 7 settembre in Grosseto-Piacenza (3-0), entrando al 34' della ripresa, e andando a segno su calcio di punizione a 2' dal termine. Il 30 maggio 2009 è autore della doppietta che batte il Frosinone (2-1) e che garantisce matematicamente ai maremmani l'accesso ai play-off validi per la promozione in Serie A. Nella semifinale di andata vinta contro il Livorno (2-0), realizza entrambi gli assist su calcio d'angolo decisivi per le reti di Freddi e Abruzzese. Nel match di ritorno, perso 4-1, effettua il cross che manda in rete Marco Sansovini. A fine stagione resta svincolato.
L'8 luglio 2009 passa a parametro zero al Parma. Esordisce con gli emiliani il 14 agosto in Parma-Novara (1-2), valida per il terzo turno di Coppa Italia, servendo un assist ad Alessandro Lucarelli. In Emilia non riesce a trovare spazio, così il 15 gennaio 2010 viene ceduto in compartecipazione al Brescia. Esordisce con i lombardi il 16 gennaio contro il Cittadella (1-1), subentrando all'89' al posto di Baiocco. Mette a segno la sua prima rete con le rondinelle alla 30ª giornata di campionato contro il Gallipoli, con una punizione dai 25 metri. A fine stagione la squadra archivia la promozione in Serie A. Il 24 giugno la compartecipazione viene risolta a favore del Brescia. Il 12 dicembre va in rete contro la Sampdoria (1-0) con un calcio di punizione battuto dai 20 metri, riportando la sua squadra alla vittoria dopo un'astinenza di oltre tre mesi. Il 20 aprile 2011 viene operato all'articolazione dell'alluce destro, chiudendo anzitempo la stagione, terminata con la retrocessione in Serie B.
L'anno successivo viene messo fuori rosa dopo aver rifiutato la spalmatura dell'ingaggio. Complici diverse assenze viene in seguito reintegrato in squadra. Esordisce in campionato il 22 ottobre 2011 in Grosseto-Brescia (2-0), subentrando al 67' ad Ádám Vass. Torna al gol in campionato il 6 aprile 2012 in Brescia-Verona (2-1), realizzando allo scadere, con una punizione a giro dal limite, la rete che da il successo alle rondinelle. A fine stagione rimane svincolato.
Il 15 febbraio 2013 annuncia il suo ritiro dal calcio giocato.

#### Nazionale
Convocato per il Sudamericano U-20 1999, esordisce nella competizione il 5 gennaio 1999 in Cile-Ecuador (2-0), valida per la prima giornata della fase a gironi, subentrando al 58' al posto di Milovan Mirošević. Mette a segno la sua prima rete nella manifestazione sei giorni dopo contro il Venezuela (0-6 il finale), realizzando una doppietta. Chiude la competizione segnando altre tre reti, tra cui una doppietta (la seconda nel torneo) segnata contro il Perù (vittoria per 4-0), in otto presenze totali.
Esordisce con la selezione maggiore il 30 aprile 2003 in Cile-Costa Rica (1-0), subentrando al 68' al posto di Clarence Acuña. Mette a segno la sua prima rete in nazionale il 10 agosto 2011 contro la Francia (1-1 il finale), con un tiro all'incrocio dal limite, tornando a disputare un incontro con la Roja a sette anni di distanza dall'ultima apparizione.

### Allenatore

#### Gli inizi
Dopo essere stato l'allenatore della Nazionale cilena Under-20 nel 2015, il 21 dicembre dello stesso anno diventa il nuovo tecnico del Palestino. Dopo un periodo negativo per la squadra, ultima in campionato con un solo punto conquistato in sei partite, si dimette l'11 marzo 2017. Il successivo 1º luglio assume la guida del Santiago Wanderers, venendo sollevato dall'incarico il 20 marzo 2018. Il 15 giugno firma con l'Universitario, rescindendo il contratto il 27 maggio 2019 a causa degli scarsi risultati ottenuti nel torneo di Apertura.

#### Esperienza in Qatar
Il 29 dicembre 2020 viene nominato CT della nazionale qatariota Under-23. Il 13 febbraio 2022 viene nominato tecnico ad interim dell'Al-Rayyan; al termine della stagione, nel giugno 2022, viene confermato come tecnico per la stagione successiva.

#### Nazionale cilena
Il 21 agosto 2023 viene nominato Direttore tecnico delle selezioni giovanili della federazione cilena assumendo il ruolo di responsabile della nazionale Under-20 cilena. Il 17 novembre 2023, dopo le dimissioni del commissario tecnico della nazionale cilena, l'argentino Eduardo Berizzo, viene nominato commissario tecnico ad interim de La Roja.

## Statistiche

### Presenze e reti nei club
| Stagione         | Squadra          | Campionato       | Campionato | Campionato | Coppa nazionale | Coppa nazionale | Coppa nazionale | Coppe continentali | Coppe continentali | Coppe continentali | Altre coppe | Altre coppe | Altre coppe | Totale | Totale |
| Stagione         | Squadra          | Comp             | Pres       | Reti       | Comp            | Pres            | Reti            | Comp               | Pres               | Reti               | Comp        | Pres        | Reti        | Pres   | Reti   |
| ---------------- | ---------------- | ---------------- | ---------- | ---------- | --------------- | --------------- | --------------- | ------------------ | ------------------ | ------------------ | ----------- | ----------- | ----------- | ------ | ------ |
| 1997             | Colo Colo        | PD               | 11         | 1          | -               | -               | -               | -                  | -                  | -                  | -           | -           | -           | 11     | 1      |
| 1998             | Colo Colo        | PD               | 15         | 1          | -               | -               | -               | -                  | -                  | -                  | -           | -           | -           | 11     | 1      |
| 1999             | Colo Colo        | PD               | 19         | 1          | -               | -               | -               | -                  | -                  | -                  | -           | -           | -           | 15     | 1      |
| 2000             | Colo Colo        | PD               | 9          | 0          | -               | -               | -               | -                  | -                  | -                  | -           | -           | -           | 9      | 0      |
| Totale Colo Colo | Totale Colo Colo | Totale Colo Colo | 54         | 3          |                 | -               | -               |                    | -                  | -                  |             | -           | -           | 54     | 3      |
| 2001             | Unión Española   | PD               | 14         | 1          | -               | -               | -               | -                  | -                  | -                  | -           | -           | -           | 14     | 1      |
| 2001-gen. 2002   | Perugia          | A                | 11         | 0          | CI              | 3               | 0               | -                  | -                  | -                  | -           | -           | -           | 14     | 0      |
| gen.-giu. 2002   | Crotone          | B                | 14         | 1          | CI              | -               | -               | -                  | -                  | -                  | -           | -           | -           | 14     | 1      |
| 2002-2003        | Bari             | B                | 26         | 5          | CI              | 6               | 1               | -                  | -                  | -                  | -           | -           | -           | 32     | 6      |
| 2003-2004        | Bari             | B                | 39+1       | 12         | CI              | 0               | 0               | -                  | -                  | -                  | -           | -           | -           | 40     | 12     |
| Totale Bari      | Totale Bari      | Totale Bari      | 65+1       | 17         |                 | 6               | 1               |                    | -                  | -                  |             | -           | -           | 72     | 18     |
| 2004-gen. 2005   | Livorno          | A                | 5          | 0          | CI              | 5               | 0               | -                  | -                  | -                  | -           | -           | -           | 10     | 0      |
| gen.-giu. 2005   | Ascoli           | B                | 8+1        | 0          | CI              | -               | -               | -                  | -                  | -                  | -           | -           | -           | 9      | 0      |
| 2005-2006        | Ascoli           | A                | 4          | 0          | CI              | 2               | 0               | -                  | -                  | -                  | -           | -           | -           | 6      | 0      |
| Totale Ascoli    | Totale Ascoli    | Totale Ascoli    | 12+1       | 0          |                 | 2               | 0               |                    | -                  | -                  |             | -           | -           | 15     | 0      |
| 2006-2007        | Messina          | A                | 23         | 5          | CI              | 4               | 1               | -                  | -                  | -                  | -           | -           | -           | 27     | 6      |
| 2007-2008        | Messina          | B                | 37         | 7          | CI              | 1               | 0               | -                  | -                  | -                  | -           | -           | -           | 38     | 7      |
| Totale Messina   | Totale Messina   | Totale Messina   | 60         | 12         |                 | 5               | 1               |                    | -                  | -                  |             | -           | -           | 65     | 13     |
| 2008-2009        | Grosseto         | B                | 32+2       | 7          | CI              | -               | -               | -                  | -                  | -                  | -           | -           | -           | 34     | 7      |
| 2009-gen. 2010   | Parma            | A                | 0          | 0          | CI              | 1               | 0               | -                  | -                  | -                  | -           | -           | -           | 1      | 0      |
| gen.-giu. 2010   | Brescia          | B                | 12+1       | 2          | CI              | -               | -               | -                  | -                  | -                  | -           | -           | -           | 14     | 2      |
| 2010-2011        | Brescia          | A                | 21         | 2          | CI              | 0               | 0               | -                  | -                  | -                  | -           | -           | -           | 21     | 2      |
| 2011-2012        | Brescia          | B                | 18         | 1          | CI              | 0               | 0               | -                  | -                  | -                  | -           | -           | -           | 18     | 1      |
| Totale Brescia   | Totale Brescia   | Totale Brescia   | 51+1       | 5          |                 | 0               | 0               |                    | -                  | -                  |             | -           | -           | 53     | 5      |
| Totale carriera  | Totale carriera  | Totale carriera  | 323        | 46         |                 | 22              | 2               |                    | -                  | -                  |             | -           | -           | 345    | 48     |

### Cronologia presenze e reti in nazionale
| Cronologia completa delle presenze e delle reti in nazionale ― Cile | Cronologia completa delle presenze e delle reti in nazionale ― Cile | Cronologia completa delle presenze e delle reti in nazionale ― Cile | Cronologia completa delle presenze e delle reti in nazionale ― Cile | Cronologia completa delle presenze e delle reti in nazionale ― Cile | Cronologia completa delle presenze e delle reti in nazionale ― Cile | Cronologia completa delle presenze e delle reti in nazionale ― Cile | Cronologia completa delle presenze e delle reti in nazionale ― Cile |
| Data                                                                | Città                                                               | In casa                                                             | Risultato                                                           | Ospiti                                                              | Competizione                                                        | Reti                                                                | Note                                                                |
| ------------------------------------------------------------------- | ------------------------------------------------------------------- | ------------------------------------------------------------------- | ------------------------------------------------------------------- | ------------------------------------------------------------------- | ------------------------------------------------------------------- | ------------------------------------------------------------------- | ------------------------------------------------------------------- |
| 30-4-2003                                                           | Santiago del Cile                                                   | Cile                                                                | 1 – 0                                                               | Costa Rica                                                          | Amichevole                                                          | -                                                                   | 68’                                                                 |
| 11-6-2003                                                           | San Pedro Sula                                                      | Honduras                                                            | 1 – 2                                                               | Cile                                                                | Amichevole                                                          | -                                                                   | 65’                                                                 |
| 18-2-2004                                                           | Carson                                                              | Messico                                                             | 1 – 1                                                               | Cile                                                                | Amichevole                                                          | -                                                                   | 46’                                                                 |
| 10-8-2011                                                           | Montpellier                                                         | Francia                                                             | 1 – 1                                                               | Cile                                                                | Amichevole                                                          | 1                                                                   | 65’                                                                 |
| 4-9-2011                                                            | Barcellona                                                          | Messico                                                             | 1 – 0                                                               | Cile                                                                | Amichevole                                                          | -                                                                   |                                                                     |
| Totale                                                              |                                                                     | Presenze                                                            | 5                                                                   |                                                                     | Reti                                                                | 1                                                                   |                                                                     |

### Statistiche da allenatore

#### Nazionale cilena
Statistiche aggiornate al 25 gennaio 2024.
| Squadra | Naz             | dal              | al              | Record | Record | Record | Record | Record | Record | Record | Record     |
| Squadra | Naz             | dal              | al              | G      | V      | N      | P      | GF     | GS     | DR     | % Vittorie |
| ------- | --------------- | ---------------- | --------------- | ------ | ------ | ------ | ------ | ------ | ------ | ------ | ---------- |
| Cile    | Cile (bandiera) | 17 novembre 2023 | 25 gennaio 2024 | 1      | 0      | 0      | 1      | 0      | 1      | −1     | &0,00      |
| Totale  | Totale          | Totale           | Totale          | 1      | 0      | 0      | 1      | 0      | 1      | −1     | 0,00       |

#### Nazionale cilena nel dettaglio
| 2023         | Cile         | Qual. Mondiali 2026 | Ad interim   | 1 | 0 | 0 | 1 | &0,00 | 0 | 1 | -1 |
| Totale Chile | Totale Chile | Totale Chile        | Totale Chile | 1 | 0 | 0 | 1 | 0,00  | 0 | 1 | -1 |

#### Panchine da commissario tecnico della nazionale cilena
| Cronologia completa delle presenze e delle reti in nazionale ― Cile | Cronologia completa delle presenze e delle reti in nazionale ― Cile | Cronologia completa delle presenze e delle reti in nazionale ― Cile | Cronologia completa delle presenze e delle reti in nazionale ― Cile | Cronologia completa delle presenze e delle reti in nazionale ― Cile | Cronologia completa delle presenze e delle reti in nazionale ― Cile | Cronologia completa delle presenze e delle reti in nazionale ― Cile | Cronologia completa delle presenze e delle reti in nazionale ― Cile |
| Data                                                                | Città                                                               | In casa                                                             | Risultato                                                           | Ospiti                                                              | Competizione                                                        | Reti                                                                | Note                                                                |
| ------------------------------------------------------------------- | ------------------------------------------------------------------- | ------------------------------------------------------------------- | ------------------------------------------------------------------- | ------------------------------------------------------------------- | ------------------------------------------------------------------- | ------------------------------------------------------------------- | ------------------------------------------------------------------- |
| 21-11-2023                                                          | Quito                                                               | Ecuador                                                             | 1 – 0                                                               | Cile                                                                | Qual. Mondiali 2026                                                 |                                                                     | Cap: A.Sánchez                                                      |
| Totale                                                              |                                                                     | Presenze                                                            | 1                                                                   |                                                                     | Reti                                                                | 0                                                                   |                                                                     |